# Septante
Cet article concerne une traduction en grec de la Bible. Pour le nombre septante, voir 70 (nombre).
 (septembre 2023).
La Septante (LXX, latin : Septuaginta) est l'ensemble des plus anciennes traductions de l'intégralité de la Bible hébraïque d'alors en grec de la koinè aux IIIe et IIe siècles av. J.-C. Cette collection de traductions tire son nom du récit légendaire rapportant la traduction du Pentateuque au IIIe siècle av. J.-C. à Alexandrie.
Selon une tradition rapportée dans la Lettre d'Aristée (IIe siècle av. J.-C.), la traduction de la Torah (les cinq premiers livres) aurait été réalisée par 72 (septante-deux, six pour chacune des douze tribus d'Israël) traducteurs à Alexandrie, vers 270 av. J.-C., à la demande de Ptolémée II, d'où le nom de Septante. Selon Philon d'Alexandrie, ces 72 érudits auraient chacun traduit séparément l'intégralité de leur texte et, au moment de comparer leurs travaux, auraient constaté avec émerveillement que les 72 traductions étaient toutes identiques.
Le judaïsme rabbinique de l'époque n'utilise pas la Septante, lui préférant le texte hébreu et, pour les livres tardifs écrits en grec, des Targoumim, traductions en araméen.

## Légende sur l'origine de la Septante

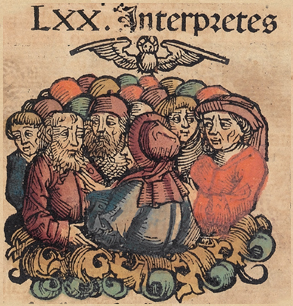
Les traducteurs de la Septante inspirés par le Saint-Esprit, illustration de La Chronique de Nuremberg, 1493.

La légende prétend que très vite après la fondation d'Alexandrie par Alexandre le Grand en 331 av. J.-C., une diaspora juive s'y installe en nombre, en particulier autour du Palais royal, à tel point que deux des cinq quartiers de la cité sont peuplés par des « descendants d'Abraham ». Ces Juifs continuent à étudier l'hébreu et les textes de l'Ancien Testament. Le culte synagogal est public et les Grecs se montrent curieux des « sagesses barbares ». Quelques-uns gagnent le statut reconnu de « Craignant-Dieu » (signalés dans les Actes des Apôtres) en cela qu'ils suivent les préceptes du judaïsme, au moins les 7 lois des fils de Noé, sans aller jusqu'à une conversion qui implique la circoncision.
Selon la légende relatée dans la lettre d'Aristée (IIe siècle av. J.-C.), la Septante serait due à l'initiative du fondateur de la Bibliothèque d'Alexandrie, Démétrios de Phalère, ancien oligarque d'Athènes. Vers 270 av. J-C., celui-ci aurait en effet suggéré à Ptolémée II (au pharaon selon Aristée) d'ordonner la traduction en grec de tous les livres israélites, textes sacrés et narrations profanes, écrits en hébreu. Le Lagide, souverain hellénistique le plus cultivé de son temps, apparaît également soucieux de connaître les règles des divers peuples qui lui sont assujettis dans le cadre d'une réorganisation de son royaume. Des rabbins — « savants d'âge vénérable, et vertueux » — au nombre de 72 — six de chacune des douze tribus d'Israël — auraient été chargés de ce travail qu'ils auraient accomplis sur l'île de Pharos en 72 jours et qui, en leur honneur, porte le nom de Version des Septante. La tradition prétend que le souverain sacrificateur de Jérusalem, Éléazar, n'aurait accédé à la demande de Ptolémée II de déléguer ceux-ci qu'à une condition : l'affranchissement des Juifs de Judée, que Ptolémée Ier avait fait prisonniers et réduits à l'esclavage dans ce territoire alors occupé par l'Égypte.
Une légende similaire est relatée par Philon d'Alexandrie. Jean Tzétzès rapporte aussi cette légende.
Dans son récit, qui n'est pas nécessairement historiquement fiable, Flavius Josèphe arrondit le nombre de traducteurs à 70, d'où le nom retenu par la postérité.
| Tribus   | Traducteurs de la Septante - de l'hébreu au grec      |
| -------- | ----------------------------------------------------- |
| Réuben   | Josephus, Ézéchias, Zacharie, Jean, Ézéchiel, Élisée. |
| Siméon   | Judah, Simon, Samuel, Addai, Mattathias, Shalmi.      |
| Lévi     | Nehemiah, Joseph, Theodosius, Basa, Adonijah, Daki.   |
| Judah    | Jothan, Abdi, Élisée, Ananias, Zacharie, Hilkiah.     |
| Issachar | Isaac, Jacob, Jesus, Sambat/Sabbateus, Simon, Levi.   |
| Zabulon  | Judah, Joseph, Simon, Zacharie, Samuel, Shamli.       |
| Gad      | Sambat, Zedekiah, Jacob, Isaac, Jessé, Matthias.      |
| Asher    | Theodosius, Jason, Joshua, Jean, Theodotus, Jothan.   |
| Dan      | Abraham, Theophilus, Arsam, Jason, Jeremiah, Daniel.  |
| Naphtali | Jeremiah, Eliezer, Zacharie, Benaiah, Élisée, Dathi.  |
| Joseph   | Samuel, Josephus, Judah, Jonathan, Dositheus, Caleb.  |
| Benjamin | Isalus, Jean, Theodosius, Arsam, Abijah, Ézéchiel.    |

Eusèbe de Césarée reprend ce chiffre de 70, bien qu'il parle de vieillards, les plus habiles dans les Écritures et la connaissance des deux langues, envoyés par les Juifs obéissaient alors aux Macédoniens. Il rajoute que, selon Irénée, le « prince voulut les éprouver individuellement; il prit ses précautions pour que réunis ensemble, ils n'obscurcissent point par leur traduction la vérité qui se trouve dans les Écritures ; il les sépara les uns des autres et ordonna à tous de faire la même traduction, et il fit cela pour tous les livres. Ils se réunirent d'autre part dans un même lieu chez Ptolémée, et comparèrent la version de chacun d'eux. Dieu fut alors glorifié, et les Écritures furent reconnues pour être vraiment divines : tous avaient exprimé les mêmes pensées dans les mêmes termes et les mêmes mots, du commencement à la fin. Aussi bien, les païens qui étaient là se rendirent compte, eux aussi, que les Écritures avaient été traduites sous l'inspiration de Dieu. Et il n'y a d'ailleurs rien d'étonnant que Dieu ait opéré cela, car au temps de la captivité du peuple sous Nabuchodonosor, alors que les Écritures étaient corrompues et comme les Juifs, après soixante-dix ans, revenaient dans leur pays, à l'époque suivante, au temps d'Artaxerxés, roi des Perses, il inspira à Esdras, prêtre de la tribu de Lévi, de restituer tous les livres des prophètes antérieurs et de rétablir pour le peuple la loi promulguée par Moïse ».

## La Septante dans le judaïsme de son époque
La découverte des manuscrits hébreux et grecs de Qumrân en 1947 permet de montrer que la Septante (dite LXX) a été acceptée comme texte biblique, à côté des textes hébreux, et n'est pas un document isolé. Elle se situe dans l'ensemble des textes juifs produits juste avant l'ère chrétienne.
Ainsi, certains documents de Qumrân ont révélé des formes qui expliquent la traduction des LXX : certains passages, jusqu'à présent considérés comme des erreurs ou des amplifications dues aux traducteurs, reçoivent désormais l'appui d'un support hébreu prémassorétique.
Des similitudes d'interprétation sont également relevées entre certains écrits de la secte des Esséniens et la LXX.[réf. nécessaire]

## Destinée ultérieure de la Septante

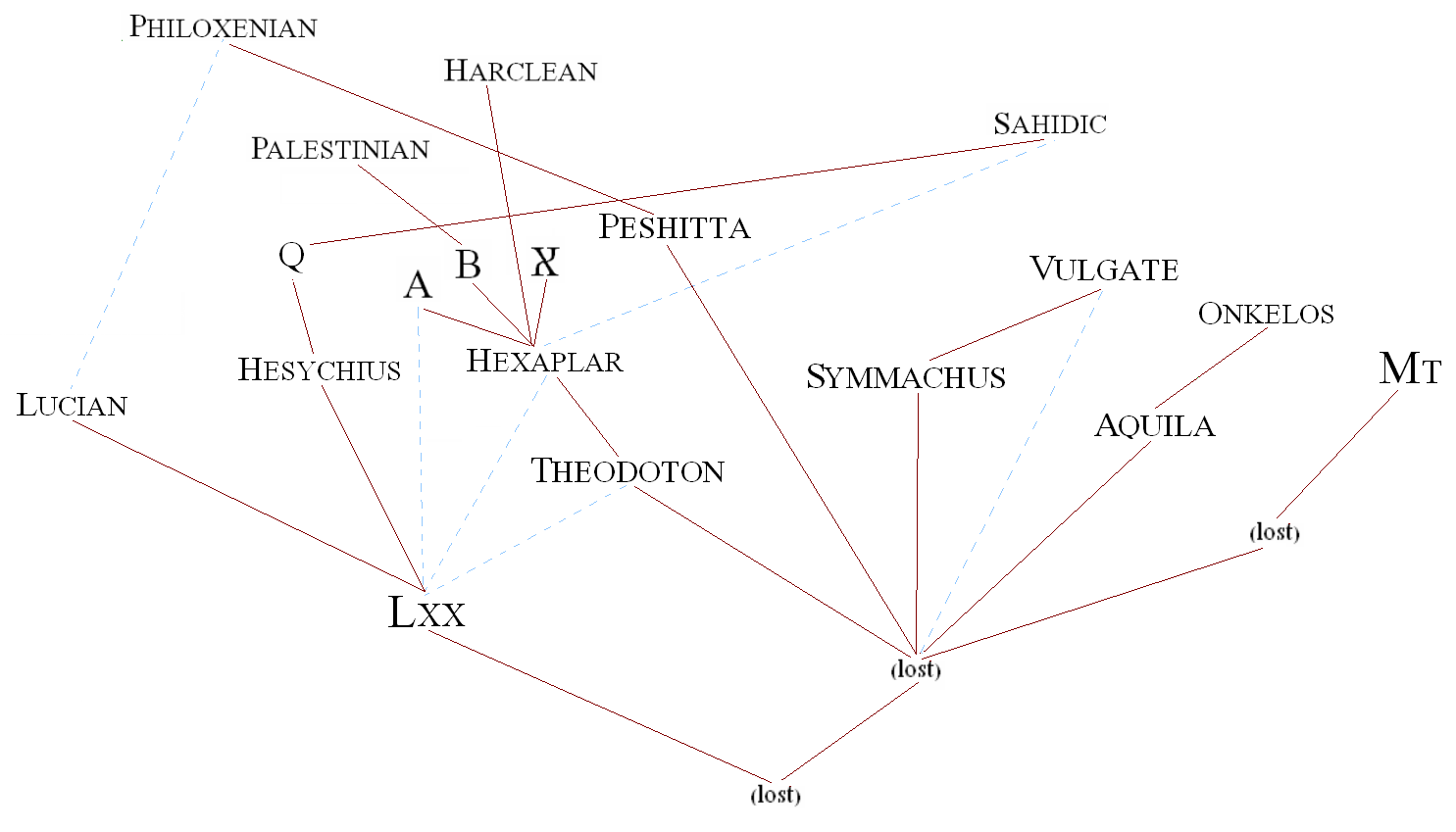
Recension stemmatique des principaux manuscrits du texte biblique d'après l'Encyclopaedia Biblica. Les lignes pointillées bleues indiquent les textes utilisés pour les modifications.
MT = texte massorétique. LXX = version originale de la Septante. א [aleph] = Codex Sinaiticus. A = Codex Alexandrinus. B = Codex Vaticanus. Q = Codex Marchalianus.

Nombre de juifs qui ont migré en Égypte ne connaissaient plus l'hébreu et souhaitaient lire leurs textes sacrés dans leur langue quotidienne, l'araméen. On suppose[réf. nécessaire] que la traduction de la Septante a été précédée de targoumim grecs, c'est-à-dire de traductions souvent paraphrastiques de la Bible hébraïque dans la langue vernaculaire (le plus souvent l'araméen), parfois accompagnées d'un commentaire et d'une prédication. Toutefois, à Alexandrie, seul le grec pouvait être considéré une langue sacrée à côté de l'hébreu, tant était grand le prestige des philosophies et sciences grecques.
Une traduction unifiée a donc été lancée, très probablement à la demande du souverain lagide Ptolémée II. La Septante fut ainsi un élément de sauvegarde, mais aussi d'évolution, de l'identité juive dans la culture grecque. Ce double aspect est mis en évidence par la célèbre allusion du Talmud :

« On raconte que cinq anciens traduisirent la Torah en grec pour le roi Ptolémée, et ce jour fut aussi grave pour Israël que le jour du Veau d’or, car la Torah ne put être traduite convenablement. On raconte également que le roi Ptolémée rassembla 72 anciens, il les plaça dans 72 maisons, sans leur révéler l’objet de ce rassemblement. Il vint voir chacun et leur dit : « Écrivez-moi la Torah de Moïse votre maître ». L’Omniprésent inspira chacun, et ils traduisirent de la même manière. »

La tradition du miracle de la traduction unique par les 72 anciens a naturellement permis de défendre la sacralité du texte traduit.
Ce n'est qu'au IIe siècle de l'ère chrétienne, après l'extermination des communautés juives révoltées d'Égypte et de Cyrénaïque par Hadrien, que la Bible en grec est devenue exclusivement celle des chrétiens.[réf. nécessaire]

## Manuscrits de la Septante
- Les plus anciens fragments connus du texte de la Septante composent le Papyrus Fouad 266, 1er siècle av. J.-C., ensemble présentant des fragments du Livre de la Genèse et du Livre du Deutéronome.

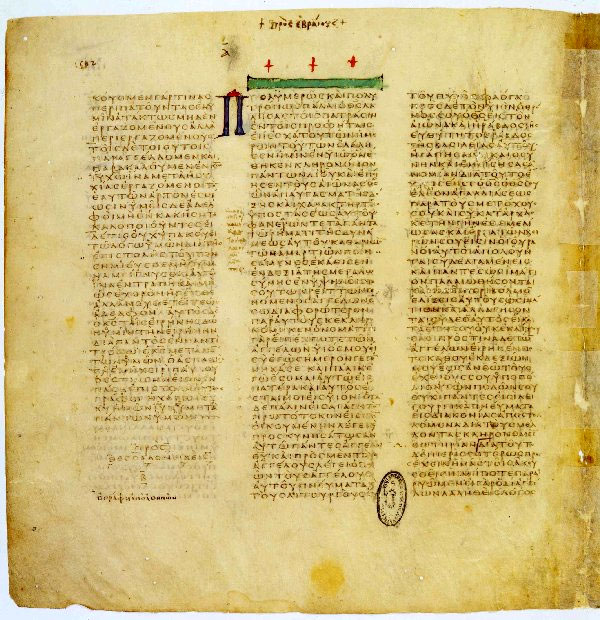
Page du Codex Vaticanus.

- De nombreux manuscrits de la Septante (en) nous sont parvenus, dont trois célèbres codex (à peu près) complets écrits en onciales, présentant quelques différences mineures entre eux[10], à savoir :
- Le Codex Vaticanus
- Le Codex Sinaiticus
- Le Codex Alexandrinus

Ces trois manuscrits, datant des IVe et Ve siècles, comportent aussi le texte du Nouveau Testament en grec.
Il existe d'autres codex en onciale, ainsi que de nombreux autres manuscrits, plus tardifs, en minuscules.

## Difficultés de traduction
On peut remarquer que le grec utilisé dans la Septante renferme de nombreuses tournures sémitiques et présente le phénomène de l'attraction.

### Diversité des conceptions de Dieu
Les problèmes de traduction posés par le passage d'une langue sémitique à la langue grecque sont divers. La diversité des désignations du divin dans la Bible hébraïque : El, Eloah, Elohim, El Shadday, Sabaoth dont certaines ne trouvent aucune traduction satisfaisante ou qui sont banalisés lors du passage en grec par theos, « dieu » (au risque de croire qu'il s'agit de n'importe lequel), kyrios, « seigneur », ou pantokrâtor, « tout-puissant » (mais les majuscules grecques permettent de lever cette ambiguïté). Le chaos initial, « vide et désert » (tohu va bohu) devient la matière « invisible et inorganisée » des philosophes grecs ; le « souffle divin » devient pneuma, qui, dans un autre contexte, peut également désigner le « vent », comme aussi une composante de l'âme humaine, le « souffle vital ».

### Divergences culturelles et difficultés du texte
Les divergences avec l'hébreu ne sont pas toutes des lectures particulières ni des fautes de traduction. Elles s'expliquent aussi :
- par la différence entre le texte hébreu d'alors et le texte hébreu d'aujourd'hui (la Stuttgartensia, par exemple) ;
- par les diverses vocalisations possibles des mots hébreux qui ne comportent que leurs consonnes (codifiées dans la Temura) ;
- par des permutations de ces consonnes ;
- par l'enjambement de propositions vers leurs suivantes (le texte hébreu n'est pas ponctué) ;
- par des actualisations diverses, comme l'effacement ou l'atténuation de tournures jugées impropres pour parler du divin; spécialement, les menaces des prophéties furent adoucies, au nom de la miséricorde divine exprimant l'espérance des communautés juives hellénistiques.

Ces divergences sont telles qu'au début de l'ère chrétienne plusieurs érudits se lancèrent dans des révisions du texte de la Septante afin d'obtenir une version grecque plus conforme aux textes hébreux alors en cours de fixation. Les trois révisions les plus célèbres sont celles de Symmaque, d'Aquila et de Théodotion.

## Traductions postérieures
Initialement la Septante est constituée des rouleaux de la Loi de Moïse (Torah ou Pentateuque du grec Pentateuchos : « cinq rouleaux ») qui ont été traduits de l'hébreu au début du IIIe siècle av. J.-C., des rouleaux des Prophètes (Josué, Juges, Samuel, livre des Rois, Esaïe, Jérémie, etc.) et de ce que les Juifs ont appelé les Ketouvim (Chroniques, Job, Psaumes, Proverbes, etc.). Puis au cours des trois siècles suivants et jusqu'au début de l'ère chrétienne, d'autres écrits juifs, écrits directement en grec ou préservés seulement dans leur version grecque, y ont été ajoutés.
Ainsi, la traduction en grec se poursuit pendant deux ou trois siècles. Une école de traducteurs s'est occupée du Livre des Psaumes à Alexandrie vers 185 av. J.-C.. Ceux-ci entreprennent ensuite la traduction du Livre d'Ézéchiel, de ceux des douze « petits prophètes » et du Livre de Jérémie, puis traduisent enfin des livres historiques (Livre de Josué, Livre des Juges, Livres des Rois) ainsi que le Livre d'Isaïe. Les derniers livres (Daniel, Job, et Siracide) ont été traduits vers 150 av. J.-C. et l'on hésite encore sur le lieu de cette traduction.
On situe en Israël, au Ier siècle de l'ère chrétienne, la traduction du Cantique des Cantiques, des Lamentations, du Livre de Ruth et d'Esther, puis celle de l'Ecclésiaste probablement par Aquila. On étend alors le nom de Septante à des livres non reçus dans le judaïsme en terre d’Israël ou composés directement en grec, comme la Sagesse, les compléments à Esther, à Jérémie ou à Daniel.
Ces traducteurs grecs disposaient de textes hébreux purement consonantiques et multiples ; ce qui explique, en partie, les différences entre la Septante et les multiples versions des textes originaux.
Finalement, la Septante contient donc davantage de livres que ceux de la liste canonique du judaïsme et du protestantisme qui ont, eux, pour référence la Bible hébraïque issue du texte massorétique compilé, publié et distribué par un groupe de Juifs appelés les Massorètes, entre le VIIe et le Xe siècle.
Cependant ces livres supplémentaires (deutérocanoniques, apocryphes d'après le protestantisme), n'en sont pas moins importants dans l'histoire du judaïsme et utiles pour comprendre les idées juives à l'époque de Jésus de Nazareth.

### Listes des livres «deutérocanoniques» (ou «apocryphes»)
- Judith (conservé par l'Église catholique et les Églises orthodoxes)
- Tobie (réécrit par Saint Jérôme dans la Bible latine et conservé par l'Église catholique et les Églises orthodoxes)
- 1er et 2e livres des Maccabées (conservés par l'Église catholique et les Églises orthodoxes)
- Livre de la Sagesse (de Salomon) (conservé par l'Église catholique et les Églises orthodoxes)
- Sagesse de Sirach (Siracide ou Ecclésiastique) (conservé par l'Église catholique et les Églises orthodoxes)
- Baruch (conservé par l'Église catholique et les Églises orthodoxes)
- Lettre de Jérémie (chapitre 6 du Livre de Baruch) (conservée par l'Église catholique et les Églises orthodoxes)
- Suzanne (chapitre 13 du Livre de Daniel) (conservé par l'Église catholique et les Églises orthodoxes dans la Bible latine)
- Bel et le Dragon (chapitre 14 du Livre de Daniel) (conservé par l'Église catholique et les Églises orthodoxes)
- Premier livre d'Esdras (non conservé par l'Église catholique et les Églises orthodoxes)
- 3e et 4e livres des Maccabées (3e non conservé par l'Église catholique et les Églises orthodoxes, ces dernières conservent le 4e en appendice)
- Psaumes de Salomon (non conservé par l'Église catholique, conservé par les Églises orthodoxes)

Ces livres figuraient dans l'Ancien Testament des Bibles orthodoxes et latines, et au concile de Trente (1545 - 1563) l'Église catholique les a encore confirmés dans le Canon des Écritures.

## Traductions de la Septante en français
Les traductions de la Bible en français ont d'abord été réalisées à partir de la Vulgate latine, puis du texte hébreu massorétique pour l'Ancien Testament et du texte grec pour le Nouveau Testament.
Le texte de la Septante, traduction grecque réalisée, on l'a vu, entre 270 et 150 avant notre ère qui est le témoin d'un état beaucoup plus ancien du texte biblique a aussi été traduit en français :
- 1865, l'Ancien Testament par Pierre Giguet : traduction d'après le texte grec de la Septante, tomes 1 et 2 parus en 1865, tomes 3 et 4 parus en 1872.
- 1979, Les Psaumes, prières de l’Église. Traduction du Psautier des Septante par le P. Placide Deseille, réimpr. Monastère Saint-Antoine-le-Grand (à St Laurent en Royans) 1999.
- 1986 - : La Bible d'Alexandrie : Premier volume : La Genèse. Traduction depuis la Septante. Sous la direction de Marguerite Harl. une équipe d'hellénistes traduit la Bible à partir de la Septante.

Les quatre autres volumes du Pentateuque ont paru en 1988 : Le Lévitique, 1989 : L'Exode, 1992 : Le Deutéronome, 1994 : Les Nombres.
En 2001, ces cinq livres qui constituent Le Pentateuque d'Alexandrie ont été réunis en un seul volume. La traduction se poursuit : en 2014, elle en est à son 19e volume.

#### Ouvrages de synthèse
- [Ballard 2015] Michel Ballard, « L'époque ptolémaïque et la traduction des Septante », dans Lieven D'hulst, Mickaël Mariaule et Corinne Wecksteen-Quinio (éd. et av.-prop.), Christian Balliu et Yves Chevrel (collab.), Antiquité et traduction : de l'Égypte ancienne à Jérôme, Villeneuve-d'Ascq, Septentrion, coll. « Traductologie », janvier 2019, 1re éd., 124 p., 16 × 24 cm (ISBN 978-2-7574-2445-2, EAN 9782757424452, OCLC 1081316821, BNF 45668229, DOI 10.4000/books.septentrion.36865, HAL hal-03289910, SUDOC 233099298, présentation en ligne, lire en ligne), chap. 4, p. 37-46.
- Pierre Geoltrain (dir.), Aux origines du christianisme, Gallimard, coll. « Folio histoire », no 8, Paris, 2000 (articles de la revue Le Monde de la Bible repris et augmentés)
- Marguerite Harl, Gilles Dorival et Olivier Munnich, La Bible grecque des Septante. Du judaïsme hellénique au christianisme ancien, Éditions du Cerf & Éditions du CNRS, 1994  (ISBN 978-2-222-04155-9)
- Pierre Haudebert, Le Pentateuque, débats et recherches, Le Cerf, Paris, 1992
- Hubert Pernot, Observations sur la langue de la Septante (Extrait de la Revue des études grecques). Paris, Les Belles Lettres, 1930, 15 p., in-8
- Albert de Pury, Le Pentateuque en questions, Labor et Fides, Genève, 1992
- Jean-Louis Ska, Introduction à la lecture du Pentateuque, Lessius, Bruxelles, 2000
- Jaroslav Pelikan À qui appartient la Bible ? La Table Ronde, 2005
- Alfred Rahlfs, Verzeichnis der griechischen Handschriften des Alten Testaments, für das Septuaginta-Unternehmen, Göttingen 1914
- Laurence Vianès, Naissance de la Bible grecque : Pseudo-Aristée : Lettre d'Aristée à Philocrate ; Épiphane de Salamine : Traité des poids et mesures ; Témoignages antiques et médiévaux, Les Belles Lettres, 2017 (ISBN 978-2-251-44697-4 et 2-251-44697-4, OCLC 992118657)
- Ernst Würthwein, Der Text des Alten Testaments, Deutsche Bibelgesellschaft, Stuttgart, 1989

#### Source primaire
- La Bible d'Alexandrie (vers 270 av. J.-C.), éditions du Cerf.